# Chionea (Chionea) excavata
Chionea (Chionea) excavata is een tweevleugelige uit de familie steltmuggen (Limoniidae). De soort komt voor in het Nearctisch gebied.